# CSD Municipal
CSD Municipal is een Guatemalteekse voetbalclub uit Guatemala-Stad. De club werd opgericht op 17 mei 1936. CSD Municipal speelt in de Liga Nacional de Guatemala en heeft als thuisstadion het Estadio Mateo Flores, dat 30.000 plaatsen telt. De grote rivaal van CSD Municipal is stadsgenoot CSD Comunicaciones.
CSD Municipal is een van de succesvolste clubs van Guatemala. In totaal werd de club 30 keer landskampioen. Het grootste internationale succes was het veroveren van de CONCACAF Champions Cup in 1974 ten koste van het Surinaamse SV Transvaal. In 1995 werd opnieuw de finale gehaald, maar toen was het Costa Ricaanse Deportivo Saprissa te sterk. Verder won CSD Municipal vijfmaal de Copa Interclubes UNCAF: in 1974, 1977, 1988, 2001 en 2004.

## Erelijst
- Liga Nacional de Guatemala (en voorlopers)

1943, 1947, 1951, 1955, 1964, 1965–66, 1969–70, 1973, 1974, 1976, 1987, 1988–89, 1989–90, 1992, 1994, 2000 Clausura, 2000 Apertura, 2001 Apertura, 2002 Clausura, 2003 Apertura, 2004 Apertura, 2005 Clausura, 2005 Apertura, 2006 Clausura, 2006 Apertura, 2008 Clausura, 2009 Apertura, 2010 Clausura, 2011 Apertura, Clausura 2017, Apertura 2019
- Copa de Guatemala (en voorlopers)

1960, 1967, 1969, 1995, 1995/96, 1999, 2003, 2004
- Campeón de Campeones (en voorlopers)

1952, 1967, 1977, 1994, 1996
Internationaal
- CONCACAF Champions Cup

1974
- Torneo Fraternidad / UNCAF Club Championship

1974, 1977, 2001, 2004

## Bekende (oud-)spelers
- Jaime Penedo